# Lisa Batiashvili
Lisa Batiashvili (Tiflis, 1979) es una violinista de Georgia.

## Biografía
Hija de músicos, su padre era violinista y su madre pianista. Su padre fue su primer maestro, dándole clases desde los cuatro años. Estudió en Hamburgo, en la Hamburg Musikhochschule. Formada en Hamburgo junto a Mark Lubotski y, posteriormente, en Múnich con Ana Chumachenko. En 1995 obtuvo en Helsinki el segundo premio de la International Jean Sibelius Violin Competition para jóvenes violinistas.
Lisa Batiashvili dice de su formación: "siento una especial admiración por Lubotski, mi antiguo profesor. La decisión de aprender esa obra de Shostakovich la había tomado mucho tiempo atrás, porque considero que es uno de los mejores conciertos para violín del siglo XX. Lo que sí hice fue recabar información de Lubotski acerca del concierto, porque él lo había aprendido de su maestro David Oistrakh, a quien se lo dedicó el compositor. Quise hacerlo por tratarse de un profesor que siempre he admirado por su capacidad para enseñar. Lo recuerdo en clase como alguien muy importante para sus alumnos, ya que no se limitaba a precisar cómo teníamos que colocar el violín y a decir cosas rutinarias: le gustaba hablarnos, contarnos cosas. Su modo de explicar tenía mucho de intelectual, y a mí me resultaba muy interesante escuchar lo que nos decía. En este caso concreto, me fue manifestando sus sentimientos acerca de este concierto, y de las sensaciones que le contó David Oistrakh que había tenido cuando protagonizó el estreno mundial de la obra."
Entre 1999 y 2001 formó parte de la New Generation Artists de la BBC. En esta etapa colaboró con sus compañeros en la BBC Alban Gerhardt (chelo) y Steven Osborne (piano), en diversas representaciones de música de cámara y conciertos. Posteriormente ha trabajado también con otros miembros de New Generation Artists de la BBC, como Ashley Wass. En los años 2000 y 2002, actuó como solista en conciertos de la BBC Prom. En 2006 fue solista del concierto de violín de Magnus Lindberg, obra que este autor compuso para Batiashvili, en sendas representaciones en Estados Unidos y en Suecia.
Lisa Batiashvili ha grabado con Sony Classical el concierto de Lindberg como parte del contrato firmado en 2007. Batiashvili y su marido, el oboísta François Leleux, recibieron el encargo de Giya Kancheli para interpretar el doble concierto Broken Chant, que fue estrenado en Londres en febrero de 2008 con la Orquesta Sinfónica de la BBC.
Artista en exclusiva del sello Deutsche Grammophon, Batiashvili fue aclamada en su aparición en los Proms 2011 de la BBC, por la intensidad y la perfección de sus interpretaciones, que combinan sabiamente elegancia e impetuosidad.
Como intérprete de música de cámara ha colaborado entre otras con Hélène Grimaud de la que se deshace en elogios -"es extraordinaria y muy espontánea" con la que ha grabado la pieza de Rajmáninov "Vocalise op. 34" y la de Arvo Pärt "Spiegel im Spiegel".
El 23 de junio de 2016 ha tocado con la Filarmónica de Berlín y Yannick Nézet-Séguin, director titular de la Orquesta de Filadelfia, siendo definida como una violinista tan virtuosa como sensible y, por ello, la intérprete ideal del anhelante Concierto para violín núm. 1 de Bartók, en el que el compositor se inspira en un amor desdichado.
Toca un Stradivarius Engleman de 1709, en calidad de préstamo de la Nippon Music Foundation.
En la temporada 2016/17 es artista en residencia en el Concertgebouw de Amsterdan.

## Discografía
- 2001: Obras para Violín & Piano: Brahms, Bach, Schubert
- 2007: Sibelius & Lindberg: Violin Concertos
- 2007 (DVD): Berliner Philharmoniker - Europakonzert 2007. Brahms: Sinfonía Nr. 4; Doble concierto op. 102. con Truls Mörk. Dir. Simon Rattle
- 2008: Beethoven Violin Concerto & Tsintsadze, 6 Miniaturas
- 2011: Echoes of Time: Obras de Arvo Pärt, Serguei Rajmáninov, Gija Kantscheli y Dmitri Shostakóvich, con Hélène Grimaud y la Symphonieorchester des Bayerischen Rundfunks. Dir. Esa-Pekka Salonen
- 2012: Brahms: Concierto para Violín & Clara Schumann, Tres Romanzas para Violín y Piano. Con la Staatskapelle Dresden. Dir. Christian Thielemann
- 2014: Bach: Obras de Johann Sebastian Bach y Carl Philipp Emanuel Bach